# Tamagnini Nené
Tamagnini Nené (ur. 20 listopada 1949 w Leça da Palmeira) – portugalski piłkarz grający na pozycji napastnika. Przez całą swoją karierę związany z Benfiką Lizbona. Uczestnik Euro 84 we Francji.

## Kariera
Nené przez całą swoją karierę reprezentował barwy Encarnados. Przez 18 lat gry w tym klubie zdołał zagrać w 577 meczach oraz zdobyć w nich 361 bramek. Z klubem sięgnął między innymi po 11 tytułów mistrza kraju, czy też zagrał w finale Pucharu UEFA.

## Sukcesy
- Mistrzostwo Portugalii (11): 1968, 1969, 1971, 1972, 1973, 1975, 1976, 1977, 1981, 1983, 1984
- Puchar Portugalii (8): 1969, 1970, 1972, 1980, 1981, 1983, 1985, 1986
- Superpuchar Portugalii (2): 1980, 1985
- Król strzelców[1] Primeira Liga (2): 1981, 1984